# Auxèse
Cet article concerne une figure de style. Pour l'augmentation de la taille de cellules végétales, voir Auxèse (biologie).
L'auxèse (substantif féminin), du grec auxêsis (« augmentation ») est une figure de style consistant en une gradation d'hyperboles dont l'intensité sémantique ou émotive mène au paroxysme parfois jusqu'à la négation. Elle est proche de la gradation, de l'hyperbole et de l'anticlimax lorsqu'il y a contradiction dans les termes. Son antonyme est la tapinose.

## Exemples
- « Il est génial, fantastique, fabuleux »
- « C'est un roc ! ... c'est un pic ! ... c'est un cap ! Que dis-je, c'est un cap ? ... C'est une péninsule ! » (Edmond Rostand, Cyrano de Bergerac)

## Définition
L'auxèse est un enchaînement (ou concaténation) quasiment ininterrompu d'expressions hyperboliques, rapidement attelées et destinées à louer quelqu'un ou quelque chose. Il s'agit donc de louanges exagérées. Roland Barthes en fait ainsi un synonyme de l'hyperbole.

### Figures proches
- Figure « mère » : hyperbole et gradation
- Figures « filles » : aucune
- Paronymes :
- Synonymes : gradation, hyperbole, anticlimax
- antonymes : tapinose